# Anhellia
Anhellia es un género de hongos en la familia Myriangiaceae.